# Luminile
Luminile – wieś w Rumunii, w okręgu Ardżesz, w gminie Morărești. W 2011 roku liczyła 221 mieszkańców.